# Suikoden
Suikoden (幻想水滸伝, Gensō Suikoden) est une série de jeux vidéo de rôle initialement développée par Konami Computer Entertainment Tokyo et éditée par Konami.
Le premier volet, Suikoden, est sorti au Japon en décembre 1995 et en 1997 en France ; ce fut l'un des premiers jeu d'aventure à sortir sur la console PlayStation. Suikoden II quant à lui est sorti en France le 21 juillet 2000. Puis sont sortis Suikoden III en 2002 (au Japon et aux États-Unis uniquement) (publié sous forme de manga en 2006 en France), Suikoden IV en février 2005 et Suikoden Tactics en février 2006 et finalement Suikoden V, qui lui est sorti à la fin du printemps 2006.
Les jeux de la série se déroulent à des époques et dans des lieux différents, mais dans un même et unique monde que le joueur découvre ainsi au fur et à mesure des épisodes.

## Inspiration et histoire
La série des Suikoden est inspirée du roman chinois du XIVe siècle Au bord de l'eau (水滸伝, Suikoden, chinois : 水浒传), qui raconte les aventures de cent huit personnages (officiers, juristes, paysans, marchands, bateliers, pratiquants d'arts martiaux…) d'horizons et d'extractions sociales très divers mais qui ont pour point commun de se retrouver face aux vexations et à l'injustice du gouvernement et de ses agents corrompus. Ces cent huit personnages, devenus des « étoiles » envoyées sur terre pour juger les hommes et symbolisant le destin, finissent par se regrouper autour d'un meneur, dans une forteresse imprenable dissimulée dans d'immenses marais.
La série a repris les principaux traits de la légende, présentant un héros principal autour duquel vont se réunir les cent sept guerriers, pour lutter contre un pouvoir impérialiste et maléfique, et s'établissant dans un quartier général situé souvent au bord de l'eau et que le joueur verra se construire et s'agrandir au fil du jeu.

## Univers
Suikoden se déroule dans un monde médiéval fantastique. On y trouve des créatures magiques de type dragon et autres monstres qui forment le bestiaire du jeu mais aussi d'autres espèces fantastiques comme des elfes, des nains, des vampires ou encore des hommes-chiens (appelés « kobolds ») avec lesquelles l'espèce humaine cohabite plus ou moins en harmonie.
Une autre particularité de l'univers est que toute magie est canalisée via des runes. S'il existe des runes communes accessibles à tous et qui donnent accès à des pouvoirs limités, d'autres runes appelées « vraies runes » ont une puissance telle qu'elles ont une influence majeure sur l'histoire du monde et sont à l'origine de bien des conflits. Les vraies runes ont des pouvoirs et des contreparties bien différents, elles sont au nombre de vingt-sept et chaque épisode de la série se focalise sur l'histoire d'au moins l'un des porteurs d'une de ces vraies runes, qui va se retrouver au centre d'un vaste conflit armé. La destinée étant un thème important de la série, le rôle et la nature des vraies runes sont ambigus. Elles peuvent être vues simplement comme un outil qui permettent à un élu d'endosser un rôle majeur dans la crise qui secoue son pays ; on peut également les considérer comme des entités qui influencent activement la destinée ou le comportement du héros. Par exemple, il est fortement suggéré que les porteurs des deux facettes de la rune du début seront amenés à se battre l'un contre l'autre dans un duel fraternel. Ainsi, deux générations successives de porteurs de la rune du début se sont affrontées de cette manière à la suite d'un concours de circonstances (Suikoden II).
Le monde de Suikoden est vaste. Chaque opus de la saga se focalise sur un conflit majeur différent entre diverses nations du monde. Ainsi, chaque épisode a lieu dans une partie spécifique de la planète et à des époques distinctes (parfois proches, parfois très éloignées entre elles). À chaque fois, le héros sera amené à fédérer les peuples opprimés et à jouer le rôle de libérateur.

## Les personnages
C'est là que se trouve la grande force de la série. Il est donc possible de recruter jusqu'à 108 personnages (dont le héros) tout au long du jeu. Chaque personnage représente une étoile. Ces étoiles font référence à une légende chinoise qui parle des étoiles de la destinée. Ce sont cent huit personnes qui, lors de graves crises, se rassemblent pour les résoudre, et mènent le peuple vers une nouvelle destinée. Certains personnages sont récurrents tout au long des opus, ce qui permet d’en apprendre plus sur leur vie et rajoute beaucoup d'intérêt aux jeux.
Voici le tableau des personnages de toute la série des Suikoden (jusqu'au 5) selon leurs étoiles :
| Étoile   | Suikoden           | Suikoden II               | Suikoden III      | Suikoden IV               | Suikoden V         |
| -------- | ------------------ | ------------------------- | ----------------- | ------------------------- | ------------------ |
| Tenkai   | Teel McDohl        | Riou                      | Thomas            | Lazlo                     | Prince Freyjadour  |
| Tengou   | Lepant             | Ridley Wizen/Boris Wizen  | Sasarai           | Lino En Kuldes            | Raja               |
| Tenki    | Mathiu Silverberg  | Shu                       | Caesar Silverberg | Elenor Silverberg         | Lucretia Merces    |
| Tenkan   | Luc                | Luc                       | Luc               | Ted                       | Zerase             |
| Tenyu    | Humphrey Mintz     | Humphrey Mintz            | Dupa              | Tal                       | Craig Laden        |
| Tenyu    | Kasim Hazil        | Hauser                    | Yuber             | Izak                      | Galleon            |
| Tenmou   | Kwanda Rosman      | Kiba Windamier            | Shiba             | Axel                      | Boz Wilde          |
| Teni     | Pesmerga           | Pesmerga                  | Lucia             | Selma                     | Nakula             |
| Tenei    | Gremio             | Sierra Mikain             | Yuiri             | Aldo                      | Lyon               |
| Tenki    | Warren             | Teresa Wisemail           | Salome Harras     | Schtolteheim Reinbach III | Talgeyl            |
| Tenfu    | Kun To             | Nina                      | Jimba             | Chiepoo                   | Eresh/Euram Barows |
| Tenmen   | Cleo               | Feather/Sigfried/Abizboah | Juan              | Paula                     | Dinn               |
| Tenko    | Viktor             | Viktor                    | Sergeant Joe      | Kika                      | Kyle               |
| Tensyo   | Valeria            | Valeria/Tomo              | Hugo              | Keneth                    | Zegai              |
| Tenritsu | Griffith           | Fitcher                   | Bazba             | Ramada                    | Isato              |
| Tensyo   | Clive              | Clive                     | Yun               | Travis                    | Haswar             |
| Tenan    | Flik               | Flik                      | Edge              | Snowe Vingerhut           | Belcoot            |
| Tenyu    | Camille            | Tsai                      | Yumi              | Rachel                    | Norma              |
| Tenku    | Kreutz             | Jess                      | Fubar             | Helga                     | Ax                 |
| Tensoku  | Stallion           | Stallion                  | Nash Latkje       | Cedric                    | Cathari            |
| Teni     | Kage               | Georg Prime               | Aila              | Keen                      | Georg Prime        |
| Tensatsu | Fu Su Lu           | Hanna                     | Hallec            | Gau                       | Ernst              |
| Tenbi    | Kirkis             | Killey                    | Chris Lightfellow | Gretchen                  | Killey             |
| Tenkyu   | Milich Oppenheimer | Anita                     | Estella           | Konrad                    | Shula Vayla        |
| Tentai   | Pahn               | Feather/Sigfried/Abizboah | Cecile            | Jewel                     | Shoon              |
| Tenjyu   | Sonya Shulen       | Nanami                    | Geddoe            | Katarina Cott             | Bernadette Egan    |
| Tenken   | Anji               | Rina                      | Melville          | Lo Seng                   | Volga              |
| Tenhei   | Tai Ho             | Tai Ho                    | Ace               | Shiramine                 | Lance              |
| Tenzai   | Kanak              | Eilie                     | Alanis            | Lo Fong                   | Wasil              |
| Tenson   | Yam Koo            | Yam Koo                   | Queen             | Ugetsu                    | Flail              |
| Tenpai   | Leonardo           | Bolgan                    | Elliot            | Lo Hak                    | Orok               |
| Tenrou   | Hix                | Hix                       | Franz             | Rakgi                     | Yoran              |
| Tensui   | Tengaar            | Tengaar                   | Iku               | Rikie                     | Nick               |
| Tenbou   | Varkas             | Freed Yamamoto            | Scott             | Jango                     | Wilhelm            |
| Tenkoku  | Sydonia            | Yoshino Yamamoto          | Ernie             | Brec                      | Mueller            |
| Tenkou   | Eileen             | Chaco                     | Dios              | Flare En Kuldes           | Toma               |
| Chikai   | Leon Silverberg    | Klaus Windamier           | Albert Silverberg | Tanya                     | Cius               |
| Chisatsu | Georges            | Gilbert                   | Mua               | Jeremy                    | Raven              |
| Chiyu    | Ivanov             | Tetsu                     | Dominic           | Gareth                    | Shinro             |
| Chiketsu | Jeane              | Jeane                     | Jeane             | Jeane                     | Jeane              |
| Chiyu    | Eikei              | Wakaba                    | Shabon            | Lilon                     | Norden             |
| Chii     | Maximillian        | Maximillian               | Fred Maximillian  | Gary                      | Isabel             |
| Chiei    | Sancho             | Genshu                    | Rico              | Ema                       | Mathias            |
| Chiki    | Grenseal           | Camus                     | Percival Fraulein | Sigurd                    | Rahal              |
| Chimou   | Alen               | Miklotov                  | Borus Redrum      | Hervey                    | Roog               |
| Chibun   | Tesla              | Jude                      | Twaikin           | Micky                     | Gunde              |
| Chisei   | Jabba              | Lebrante                  | Nadir             | Nabokov                   | Bastan             |
| Chikatsu | Lorelai            | Lorelai                   | Duke              | Frederica                 | Lorelai            |
| Chitou   | Blackman           | Tony                      | Barts             | Mao                       | Goesch             |
| Chikyou  | Joshua Levenheit   | Gijimu                    | Bright            | Bartholomew               | Fuwalafuwalu       |
| Chian    | Morgan             | Rikimaru                  | Toppo             | Helmut                    | Richard            |
| Chiziku  | Mose               | Gantetsu                  | Beecham           | Pablo                     | Wabon              |
| Chikai   | Esmeralda          | Simone Verdicci           | Gau               | Bang                      | Luserina Barows    |
| Chisa    | Melodye            | Connell                   | Reed              | Liloon                    | Rania              |
| Chiyu    | Chapman            | Hans                      | Samus             | Lilen                     | Mohsen             |
| Chirei   | Liukan             | Huan                      | Mio               | Yu                        | Silva              |
| Chijyu   | Fukien             | Tuta                      | Tuta              | Carrie                    | Murad              |
| Chibi    | Futch              | Futch                     | Futch             | Dario                     | Gavaya             |
| Chikyu   | Kasumi             | Kasumi/Tomo               | Lilly Pendragon   | Millay                    | Hazuki             |
| Chibaku  | Maas               | Badeaux                   | Jefferson         | Reinhold                  | Moroon             |
| Chizen   | Crowley            | Mazus                     | Sarah             | Warlock                   | Levi               |
| Chikou   | Fuma               | Mondo                     | Watari            | Akaghi                    | Shigure            |
| Chikyou  | Moose              | Sasuke                    | Ayame             | Mizuki                    | Sagiri             |
| Chihi    | Meese              | Leona                     | Sebastian         | Ornan                     | Marina             |
| Chisou   | Sergei             | Adlai                     | Shizu             | Manu                      | Babbage            |
| Chikou   | Kimberly           | Raura                     | Hortez VII        | Rene                      | Haleth             |
| Chimei   | Sheena             | Sheena                    | Elaine            | Ameria                    | Nifsara            |
| Chisin   | Kessler            | Kinnison                  | Jacques           | Nico                      | Yahr               |
| Chitai   | Marco              | Shiro                     | Joker             | Wendel                    | Nelis              |
| Chiman   | Gen                | Amada                     | Wan Fu            | Tov                       | Muroon             |
| Chisui   | Hugo               | Emilia                    | Eike              | Phil                      | Alhazred           |
| Chisyu   | Hellion            | Zamza                     | Leo Gallen        | Eugene                    | Bergen             |
| Chiin    | Mina               | Karen                     | Roland Lesaurus   | Mitsuba                   | Miakis             |
| Chii     | Milia              | Lo Wen                    | Sharon            | Lilan                     | Sharmista          |
| Chiri    | Kamandol           | Tenkou                    | Nicolas           | Nataly                    | Zunda              |
| Chisyun  | Juppo              | Gadget                    | Gadget Z          | Nao                       | Sorensen           |
| Chiraku  | Kasios             | Annallee                  | Nei               | Etienne                   | Cornelio           |
| Chitatsu | Viki               | Viki                      | Viki              | Viki                      | Viki               |
| Chisoku  | Rubi               | Koyu                      | Viki              | Kate                      | Zweig              |
| Chichin  | Vincent De Boule   | Vincent De Boule          | Augustine Nabor   | Charlemagne               | Josephine          |
| Chikei   | Meg                | Meg                       | Belle             | Rita                      | Lu                 |
| Chima    | Taggart            | Mukumuku                  | Koroku            | Oleg                      | Maroon             |
| Chiyou   | Giovanni           | Marlowe Cody              | Arthur            | Perrault                  | Taylor             |
| Chiyu    | Quincy             | Richmond                  | Kidd              | Deborah                   | Oboro              |
| Chifuku  | Apple              | Apple                     | Apple             | Agnes                     | Lelei              |
| Chihi    | Kai                | Long Chan Chan            | Kenji             | Trishtan                  | Genoh              |
| Chiku    | Lotte              | Millie                    | Mel               | Noah                      | Meroon             |
| Chiko    | Mace               | Tessai                    | Peggi             | Adrienne                  | Dongo              |
| Chizen   | Onil               | Taki                      | Martha            | Setsu                     | Fuyo               |
| Chitan   | Kuromimi           | Gengen                    | Wilder            | Nalkul                    | Logg               |
| Chikaku  | Gon                | Gabocha                   | Rhett             | Champo                    | Lun                |
| Chisyu   | Antonio            | Yuzu                      | Louis Keeferson   | Funghi                    | Shun Min           |
| Chizou   | Lester             | Hai Yo                    | Mamie             | Pecola                    | Retso              |
| Chihei   | Kirke              | Kahn Marley               | Ruby              | Maxine                    | Egbert Aethlebald  |
| Chison   | Rock               | Barbara                   | Muto              | Basil                     | Chuck              |
| Chido    | Ledon              | Sid                       | Landis            | Igor                      | Byakuren           |
| Chisatsu | Sylvina            | Shin                      | Kathy             | Lilin                     | Kisara             |
| Chiaku   | Ronnie Bell        | Oulan                     | Emily             | Karl                      | Nikea              |
| Chisyu   | Gaspar             | Shilo                     | Billy             | Gunter                    | Linfa              |
| Chisu    | Window             | Alex                      | Mike              | Desmond                   | Faylon             |
| Chiin    | Marie              | Hilda                     | Luce              | Louise                    | Faylen             |
| Chikei   | Zen                | Bob                       | Sanae Yamamoto    | Kevin                     | Subala             |
| Chisou   | Sarah              | Ayda                      | Anne              | Pam                       | Urda               |
| Chiretsu | Sansuke            | Pico                      | Goro              | Taisuke                   | Miroon             |
| Chiken   | Qlon               | Alberto                   | Piccolo           | Nalleo                    | Chisato            |
| Chimou   | Templeton          | Templeton                 | Rody              | Haruto                    | Takamu             |
| Chizoku  | Krin               | Hoi                       | Guillaume         | Oskar                     | Roy                |
| Chikou   | Chandler           | Gordon                    | Gordon            | Chadli                    | Sairoh             |

## Les quêtes
Dans tous les Suikoden, les quêtes sont un élément essentiel du jeu. Mis à part la quête principale, d'innombrables quêtes secondaires jalonnent les différents titres, permettant de récupérer de nouveaux objets, armures, etc. Elles permettent aussi d'en apprendre davantage sur certains personnages, et parfois d'en recruter.

## Les batailles
- Suikoden : Les armées sont représentées en deux groupes disposés sur un champ de bataille, face à face. On a le choix entre différentes attaques réalisées par différents bataillons (de trois personnages maximum) composés des étoiles du destin. Les groupes d'attaque sont divisés en trois catégories : Charge, Archer et Magie, la Charge ayant l'avantage sur l'Archer, l'Archer sur la Magie et la Magie sur la Charge. D'autres groupes particuliers peuvent aussi agir avant une attaque, tels que les Stratèges qui renforcent la puissance des Charge, ou les Ninjas qui espionnent le camp ennemi et révèlent leur prochaine stratégie. Il existe également un groupe d'attaque unique : les Chevaliers Dragon, qui ne sont vulnérables que face à l'Archer.

- Suikoden II : Les armées sont représentées par des bataillons répartis sur le champ de bataille, à la manière d'un Tactical RPG. Le champ de bataille est semblable à la carte du monde, avec des obstacles naturels tels les montagnes infranchissables et les forêts qui entravent les déplacements des troupes. Les bataillons sont pour la plupart constitués des étoiles du destin, avec trois personnages maximum, et organisés de la manière suivante : un commandant et deux auxiliaires. Seuls certains personnages peuvent être commandants. Le commandant possède des caractéristiques d'attaque et de défense qui peuvent être améliorées par les auxiliaires. Certains commandants possèdent aussi des compétences spéciales telles que la possibilité de se déplacer à cheval ou de traverser les forêts sans encombre, des compétences d'attaque comme la magie et l'usage des arcs, ou des compétences permettant de soigner les unités amies. Les combats se déroulent au tour par tour ; on sélectionne une unité et on décide de l'action à réaliser : on la déplace, on attaque une unité ennemie, ou alors elle ne bouge pas. Lors d'un affrontement entre deux unités, les valeurs d'attaque et de défense sont comparées et si l'attaque de l'assaillant est supérieure à la défense de l'adversaire, celui-ci subit une blessure (symbolisée par une épée qui se plante dans l'unité endommagée). L'inverse est aussi valable, deux unités qui s'affrontent peuvent donc se blesser mutuellement. Au bout de deux blessures, l'unité est vaincue et disparaît du champ de bataille (néanmoins certaines unités doivent subir trois blessures pour disparaître). Certains commandants (notamment Riou et Jowy) peuvent aléatoirement déclencher une attaque dite « critique », pouvant infliger deux blessures en une seule attaque. Lorsque toutes les unités ont effectué leurs actions, le tour du joueur est terminé et l'adversaire effectue alors ses actions. À noter que si le bataillon du héros est vaincu, la bataille est perdue et il faut recommencer.

- Suikoden V : Le style de bataille est assez proche de celui de Suikoden II sauf qu'il existe désormais deux styles de combats : le combat pédestre et le combat naval. Le combat pédestre est divisé en trois catégories : l'infanterie, la cavalerie, et les archers. Cela est très important puisqu'il existe un système de forces : l'infanterie supplante les archers qui battent sans problème la cavalerie qui quant à elle domine l'infanterie. Le même système existe pour le combat naval, pour lequel les bateaux sont répartis en trois catégories : bateaux infanterie, bateaux béliers et bateaux archers, sachant qu'Infanterie ⇒ Archers ⇒ Béliers ⇒ Infanterie. Tout comme dans Suikoden II, si le bataillon du héros est vaincu, la bataille est perdue. On peut également perdre certains personnages qu'on a désignés comme commandanst : dans ce cas il est signalé qu'un héros a péri au combat et il disparaît de la liste des cent huit étoiles. Pour finir, certains commandants ont des pouvoirs : guérison, sorts d'attaque, etc.

## Accueil
Avis de Chronic'Art sur Suikoden 5 :

« Entre grandeur et décadence, la saga Suikoden aura toujours cultivé l'art du contrepied. Fiers de leur antique réal' 2D, à l'époque des images de synthèse  made in Final Fantasy VII et VIII, les deux premiers opus avaient marqué l'imaginaire des amoureux de RPG. Puis sur PS2 est venu le temps des errements polygonaux. Deux volets pour une triste traversée du désert. Déconcertant alors de constater qu'avec ce cinquième épisode, Konami s'offre une revigorante régression... et que les fans jubilent ! »

— Chronic'Art, no 30, novembre 2006

## Chronologie
Les épisodes principaux :
- 1995 : Suikoden
- 1998 : Suikoden II
- 2002 : Suikoden III
- 2004 : Suikoden IV
- 2006 : Suikoden V

Les épisodes annexes :
- 2000 : Suikogaiden Vol.1
- 2001 : Suikogaiden Vol.2
- 2001 : Suikoden Card Stories (jeu de cartes)
- 2006 : Suikoden Tactics, Rhapsodia au Japon (tactical RPG)
- 2009 : Suikoden Tierkreis

Réédition :
- 2006 : Suikoden I & II

## Postérité
Le jeu Eiyuden Chronicles : Hundred Heroes, sorti le 23 avril 2024, est pensé comme le successeur spirituel de Suikoden. Alors que c'est Konami qui détient les droits de la licence, la personne à l'origine de la franchise Suikoden, Yoshitaka Murayama, décide en 2020 à la tête d'un nouveau studio de développement - Rabbit and Bear Studios - de rendre hommage au premier et second opus de la série en annonçant par la plateforme Kickstarter le développement d'un nouveau jeu. L'engouement des fans de Suikoden pousse le projet à remplir ses objectifs de financement en seulement 2 heures avec 430 000 euros récoltés. Le jeu reprend les mécaniques de jeu qui auront fait le succès de Suikoden I et II, notamment le systèmes de runes, la forteresse servant de base au groupe du joueur, et les multiples personnages tierces accompagnant l'aventure des personnages principaux.
Yoshitaka Murayama est décédé le 6 février 2024 des suites d'une maladie. Il avait 55 ans.